# 미쿠니 렌타로
미쿠니 렌타로(일본어: 三國 連太郎, 1923년 1월 20일 ~ 2013년 4월 14일)는 일본의 배우이다. 본명은 사토 마사오(佐藤 政雄)이며 군마현 오타시 출신이다. 1951년 데뷔 이후 150편 이상의 영화에 출연했으며, 일본 아카데미상 최우수 남우주연상 후보에 7번 후보로 올라 3번 수상했다. 배우 사토 코이치는 미쿠니의 아들이다. 2013년 급성 심부전으로 사망했다.

## 내력

### 성장
모친은 16세에 일가가 흩어져 히로시마현 구레시의 해군 군인 집에 연계봉공으로 나와, 여기에서 미쿠니를 임신하고 쫓겨나와 귀향했다. 우연히 시즈오카현 누마즈역에서 서로 안 부친이 되는 인물의 근무처였던 군마현 오타시에서 결혼하고 미쿠니가 태어났다. 이것 때문에 미쿠니는 사생아가 된다. 이 양육의 아버지는 전기공사의 떠돌이 직인으로, 미쿠니가 생후 7개월일 때, 일가에서 부친의 고향, 시즈오카 현 서이즈에 되돌아왔다. 그 후, 미쿠니는 구제 制豆중학교를 2년으로 중퇴할 때까지 도이 초(현 이즈시)에서 자랐다. 중학교 시절에는 수영부. 시모다 항에서 밀항을 계획해 중국의 칭다오로 건너가고, 그 후 조선의 부산에서 도시락판매를 하고, 일본 귀국후는 오사카에서 여러 직에 취직한다.

### 징병, 종전까지
1943년 12월, 20세의 미쿠니는 오사카에서 일하고 있었지만, 징병검사 통지가 와서 고향 이즈로 되돌아오고, 갑종합격후, 본가에 되돌아왔다. 그러자 "너도 여러 가지 불효를 거듭했지만, 이것으로 천자님에게 봉공을 할 수 있다. 정말 명예인 것이다"라고 하는 어머니의 편지가 왔다. 자신에게 붉은종이(아카가미, 소집영장)가 온 것을 안 미쿠니는, "전쟁에 가고 싶지 않다. 전쟁에 가면 죽음을 당할 지도 모른다. 죽고 싶지 않다. 어떻게든 도망치자"라고 생각하고, 동거하고 있었던 여성과 곧 고향 시즈오카와는 반대인 서쪽에 향하는 화물열차에 몰래 들어가서 도망을 꾀했다. 도망 4일째에 무임승차로 갈아타서 야마구치현까지 이르렀을 때, 어머니에게 "나는 도망친다. 무슨 일이 있어도 살지 않으면 안되니까"라고 편지를 썼다. 부모나 남동생, 여동생에게 폐가 되는 것을 사과하고, 규슈에서 조선을 지나 중국대륙에 가는 것도 더 써 넣었다. 며칠 후, 사가현의 가라쓰 요부코에서 배의 준비를 붙이고 있었는데 헌병에게 붙잡혀 데리고 돌아와졌다. 그러나 처벌은 받지 않고, 모두 동일하게 빨강 다시키를 걸게 해, 시즈오카의 보병 제34연대에 들어가게 되었다. 중국으로 출정하기 전, 최후의 면회를 하러 온 어머니가 "강인할지도 모르는 시련이 일가가 살아가기 위해서다. 눈물을 참고, 전쟁에 가게 하지 않으면 안된다"라고 말했을 때, 미쿠니는 어머니가 집을 위해서 다물어서 전쟁에 가는 것을 아들에게 강요하고, 도망처에서의 편지를 헌병대에 내민 것을 안다. 가족이 따돌림이 되는 것을 두려워해 눈물을 머금어서의 결단이었다고 말한다. 중국대륙의 전선에 보내진 미쿠니의 부대는 전원 천백여명이었지만, 살아서 다시 자신의 나라의 흙을 밟을 수 있었던 것은 20~30명에게 지나지 않았다. 전지에 향하는 도중, 미쿠니는 신체를 망치고, 열병에 걸린다. 10일간 의식불명해져, 죽은 것이라고 생각되어서, 공장의 구석에서 멍석을 씌울 수 있어 방치되고 있었지만, 소각장에 옮겨져 막상 굽는 당번이 되어서 멍석을 벗겨내 눈을 떴다고 한다. 한커우의 병기근무과에 배속되어 이 부대에서 종전을 맞이했다.

## 주요 출연 작품

### 영화
- 1952년 《전국무뢰》
- 1954년 《미야모토 무사시》
- 1955년 《경찰일기》
- 1956년 《버마의 하프 제1부》
- 1956년 《버마의 하프 제2부》
- 1957년 《이복형제》
- 1963년 《무호마쓰의 일생》
- 1976년 《맨발의 겐》
- 1976년 《이누가미 일족》
- 1979년 《복수는 나의 것》
- 1981년 《세일러복과 기관총》
- 1988년 - 2009년 《낚시바보일지》
- 1991년 《아들》
- 2011년 《오시카마을 소동기》

### 드라마
- 1976년 《붉은 운명》
- 1982년 《검은가죽 수첩》